# صوفي هويت
صوفي هويت (بالفرنسية: Sophie Huet)‏ هي صحفية فرنسية، ولدت في 20 يناير 1953 في باريس في فرنسا، وتوفيت في 29 يوليو 2017 بسبب سرطان.